# 베아트리스 소자
베아트리스 호드리게스 지 소자(브라질 포르투갈어: Beatriz Rodrigues de Souza, 포르투갈어 발음: [beaˈtɾiz ʁoˈdɾiɡis dʒi ˈsowza], 1998년 5월 20일~)는 브라질의 유도 선수로 2024년 하계 올림픽에서 여자 헤비급 금메달을 획득했다. 또한 세계 유도 선수권 대회에서 개인전 은메달 1개, 개인전 동메달 2개, 혼성 단체전 은메달 1개, 혼성 단체전 동메달 1개를 획득했다.